# Nikola Pokrivač
Nikola Pokrivač (Čakovec, 26. studenog 1985. – Karlovac, 18. travnja 2025.) bio je hrvatski nogometaš koji je igrao na poziciji veznog. 

## Karijera
Započeo je igrati u Jurovcu za NK Bratstvo i s 11 godina prešao u NK Čakovec. Pet je godina kao dječak proveo u NK Čakovcu, a kad je klub ispao iz 1. HNL, kao kadet prešao je 2000. godine u NK Varteks, tamo odigrao šest sezona, od toga dvije prvoligaške. U NK Varteksu do prvih 11 seniorske momčadi probio se sredinom sezone 2004./05., nakon čega se ustalio među prvotimcima, i pod vodstvom Zlatka Dalića izrastao u vrlo dobrog nogometaša. Za vrijeme boravka u Varteksu iskazao se kao polivalentan igrač, sposoban igrati na lijevoj strani, bilo kao bek ili krilo, te stoper ili obrambeni vezni igrač. Trener ga je, ipak, najčešće koristio u obrani.
Nakon što je dogurao i do mlade reprezentacije, te počeo nizati vrlo dobre rezultate u prvenstvu, javilo se zanimanje većih klubova, ponajprije splitskog Hajduka koji je u ljeto 2006. za njega i, klupskog mu kolegu, Daria Jerteca nudio Varteksu 6 milijuna kuna. Trener Dalić to je ljeto ostao bez petorice igrača i nije dozvolio ni pomisao na prodaju niti jednog od spomenute dvojice. Pokrivač je ostao još jednu polusezonu u Varaždinu i na zimu najavio svoj odlazak. Opet je velike novce za njega nudio Hajduk, no ovog puta se pridružio i Dinamo. Iako je isprva tvrdio da je splitski prvoligaš konkretniji i rađe bi otišao nešto južnije, s vremenom je promijenio mišljenje, i zbog trenera zagrebačkih "modrih" Branka Ivankovića i želje svoje djevojke, potpisao dulji i bogatiji ugovor za Dinamo.[nedostaje izvor]
U početku je bio na klupi, dok zbog ozljede Zorana Mamića nije zaigrao u kup-derbiju s Hajdukom. Igrajući na mjestu obrambenog veznog odigrao je sjajnu utakmicu i zadržao se među prvih 11. 31. siječnja 2008. Nikola je potpisao ugovor s AS Monacom.[nedostaje izvor]
Nakon što je u Monacu bio otpisan od strane novog trenera, Pokrivač je potpisao za austrijskog prvoligaša Red Bull Salzburg.
Nakon dvije sezone u Austriji, Nikola potpisuje ugovor sa zagrebačkim Dinamom.[nedostaje izvor]
Na zimu 2013., Nikola odlazi na posudbu u Inter Zaprešić.[nedostaje izvor]
U lipnju 2013., Nikola potpisuje dvogodišnji ugovor s Rijekom, ali u Rijeci ostaje tek jednu sezonu.
Godine 2015. razbolio se od rijetke teške bolesti. Dotad se nikad nije razboljevao, prolazio je detaljne liječničke preglede u svim klubovima i praktično uvijek je bio u potpunosti zdrav. Nikada nije imao ni ozljedu, a onda je uslijedila teška dijagnoza. Nakon stanke od godinu dana, izliječio se i vratio prvoligaškom nogometu. Zaigrao je u Koprivnici za Slaven.
Dana 18. travnja 2025. godine preminuo u prometnoj nesreći koja se dogodila na Turanjskoj obilaznici u Karlovcu.

## Vanjske poveznice
|  | Zajednički poslužitelj ima još gradiva o temi Nikola Pokrivač |